# Rivalität zwischen dem RSC Anderlecht und dem FC Brügge

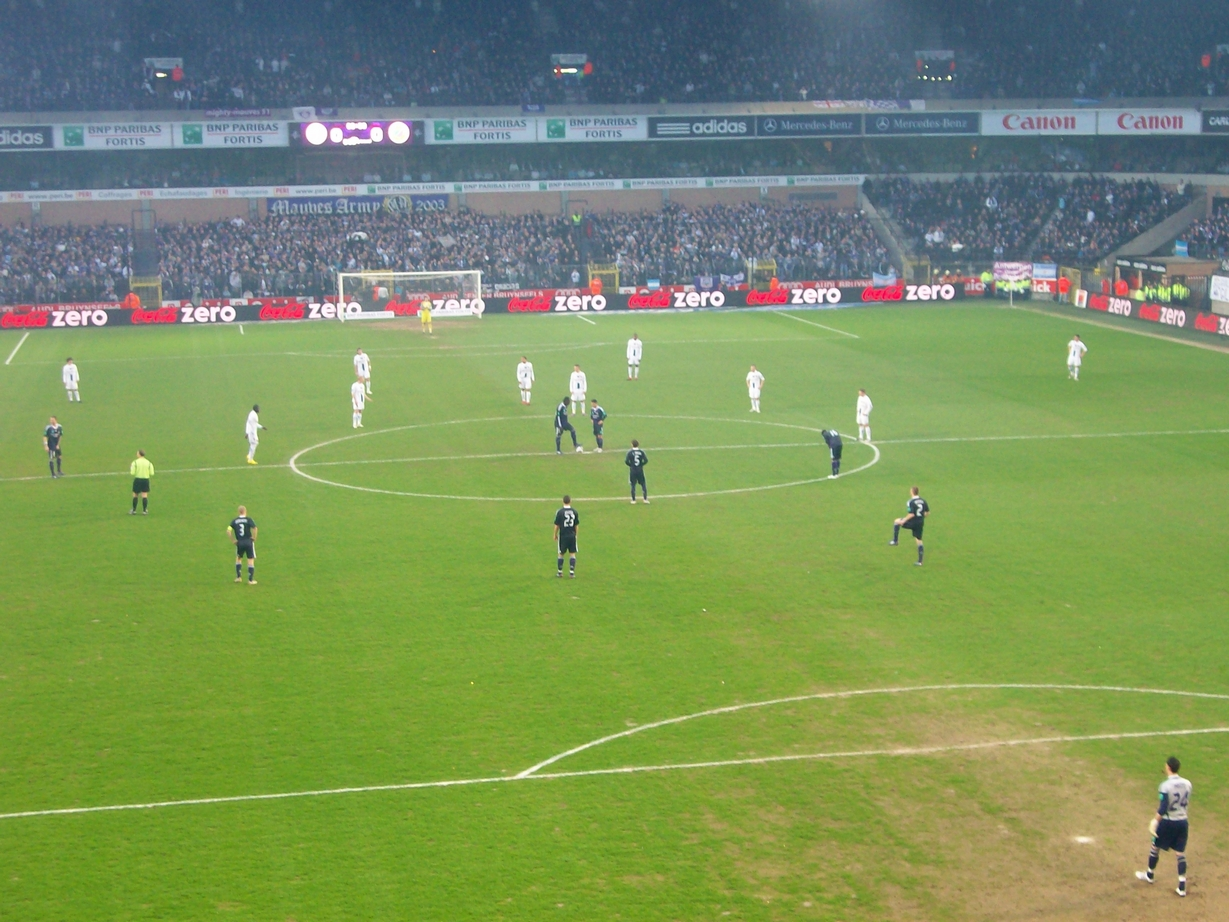
Szene aus dem Spiel des RSC Anderlecht gegen den Club Brügge (2:2) vom 3. April 2010

Die Rivalität zwischen dem RSC Anderlecht und dem FC Brügge ist trotz einer Entfernung von etwa 100 Kilometern zwischen beiden Städten die wohl bedeutendste Rivalität im belgischen Fußball. Auf jeden Fall für den FC Brügge, während für den RSC Anderlecht die Rivalität zu Standard Lüttich ähnlich bedeutsam ist.
In vielen Teilen Flanderns schlägt dem RSC Anderlecht große Abneigung entgegen, wenngleich er auch dort zahlreiche Fans hat. Die gegen ihn gerichtete Abneigung resultiert einerseits aus der Tatsache, dass der Verein aus der Hauptstadt Brüssel wohlhabend ist und somit die besten Spieler verpflichten kann. Sie resultiert andererseits aber auch aus dem vom Verein gepflegten „französischen“ Image. Im Gegensatz zum eher snobistischen Image, das dem RSCA anhaftet – und das in der Realität zumindest nicht zu dem gleichnamigen Viertel passt, in dem der Verein beheimatet ist – symbolisiert der Club Brügge den „Stolz von Flandern“, die Arbeiterklasse und die flämische Sprache.
In erster Linie ist die gegenseitige Abneigung der beiden Fanlager jedoch durch sportliche Aspekte geprägt. Immerhin handelt es sich um die beiden erfolgreichsten Vereine Belgiens: Anderlecht ist mit 34 Titeln Rekordmeister (der Club Brügge folgt mit 17 Erfolgen auf dem zweiten Platz) und umgekehrt ist der Club Brügge mit 11 Titeln Rekordpokalsieger (Anderlecht folgt mit 9 Erfolgen auf dem zweiten Platz).

## Geschichte

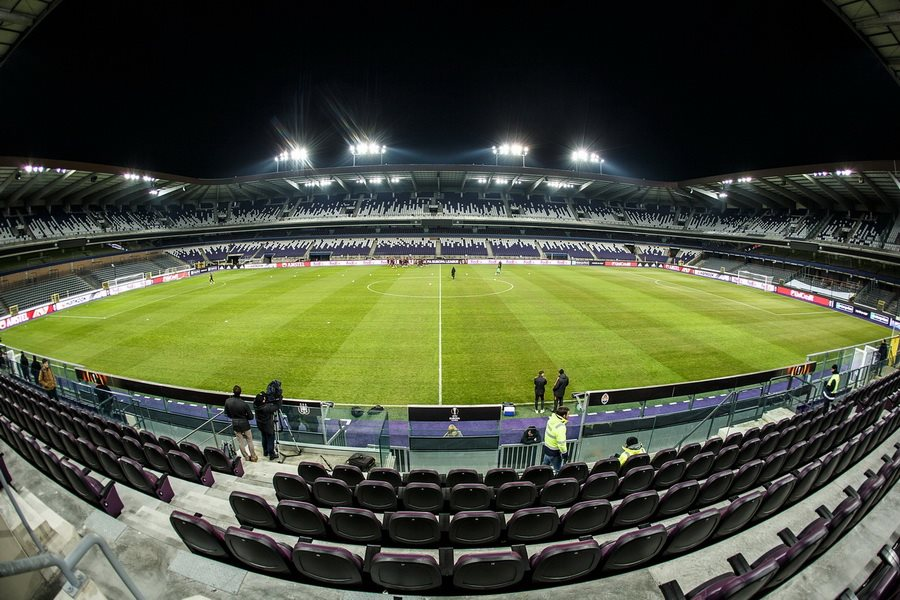
Der Lotto Park des RSC Anderlecht

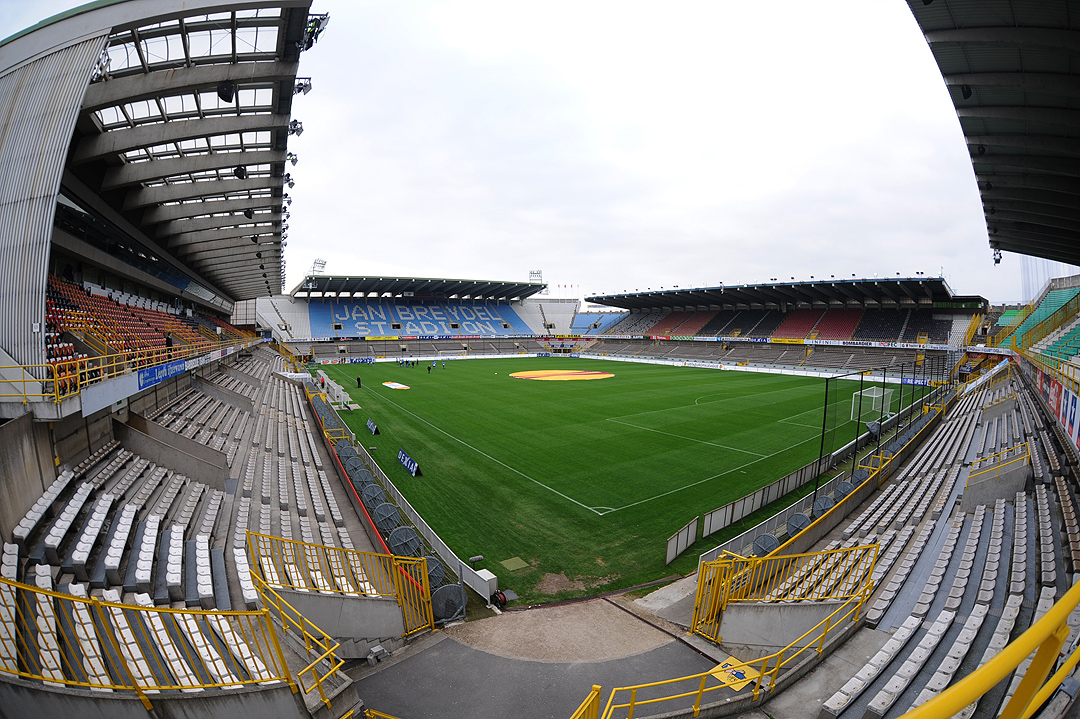
Das Jan-Breydel-Stadion in Brügge

Vor dem Zweiten Weltkrieg bestand die Rivalität noch nicht und spielten beide Vereine nicht einmal in der eigenen Stadt eine übergeordnete Rolle.
So gewann der Club Brügge lediglich 1920 die belgische Fußballmeisterschaft, die der Stadtrivale Cercle Brügge zwischen 1911 und 1930 immerhin dreimal gewann. Anderlecht gewann bis dahin keinen einzigen Titel und stand eindeutig im Schatten der weitaus erfolgreicheren Stadtrivalen Union Saint-Gilloise und Daring Molenbeek, die zwischen 1904 und 1937 zusammen 16 Meistertitel gewannen.
Unmittelbar nach dem Zweiten Weltkrieg begann die große Zeit des RSC Anderlecht, der 1947 seinen ersten Meistertitel verbuchen konnte, während alle anderen Brüsseler Vereine zurückfielen.
Bis 1972 hatte der RSCA bereits 15 Meistertitel errungen, ehe der FC Brügge 1973 seinen ersten Meistertitel nach dem Krieg (und seinen insgesamt zweiten) feiern konnte. Das Besondere an diesem Triumph war, dass er ausgerechnet durch ein 1:1 auf dem Platz des RSC Anderlecht gelang. Bereits ein Jahr zuvor hatte die Mannschaft aus Brügge den Rekordmeister in arge Bedrängnis gebracht, als der RSCA die Meisterschaft nur aufgrund der besseren Tordifferenz vor dem Club gewann. Nach seinem 16. Meistertitel in der Saison 1973/74 blieb dem RSCA in den nächsten Jahren in der heimischen Liga das Nachsehen; 1975 gewann sein Stadtrivale RWD Molenbeek seinen einzigen Meistertitel und in den darauffolgenden drei Jahren (1976, 1977 und 1978) feierte der FC Brügge einen Titelhattrick und verbannte den RSCA stets auf den zweiten Platz. Zudem standen sich die beiden Vereine am 12. Juni 1977 erstmals in einem Pokalfinale gegenüber. Auch in diesem Vergleich behielt der FC Brügge die Oberhand, als er in einem dramatischen Spiel nach einem 0:2- und 1:3-Rückstand noch mit 4:3 gewann. In dieser Zeit entstand die Abneigung der erfolgsverwöhnten Hauptstädter gegen den sportlichen Newcomer aus der Provinz.
Dabei lag die vorübergehende Wachablösung in den heimischen Wettbewerben Ende der 1970er-Jahre keinesfalls an einem schwächelnden RSCA, der zwischen 1976 und 1978 dreimal in Folge das Finale um den Europapokal der Pokalsieger erreichte und beim ersten und letzten Versuch auch gewann. Vielmehr lag der Wettstreit auf Augenhöhe an einem starken FC Brügge, der ebenfalls zweimal ein europäisches Finale erreichte, aber in beiden Fällen am FC Liverpool scheiterte: zunächst im UEFA-Pokal 1975/76 und zwei Jahre später im Europapokal der Landesmeister 1977/78.

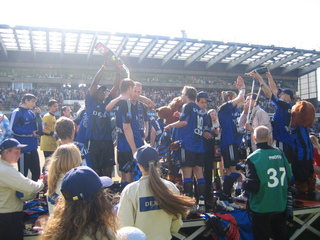
Meisterfeier 2005 des Club Brügge nach einem Spiel gegen den RSCA

Ein weiteres Highlight in der Geschichte ihrer sportlichen Auseinandersetzungen war die Saison 1985/86, die beide Mannschaften punktgleich an der Tabellenspitze beendet hatten. In jenem Jahr wurde nicht das Torverhältnis zur Ermittlung des Meisters herangezogen, sondern es fanden 2 Entscheidungsspiele statt, die beide unentschieden endeten, so dass der RSCA den Titel aufgrund der Auswärtstorregel gewann.
Am 22. Mai 1994 kam es zum zweiten Pokalfinale zwischen den beiden Kontrahenten und diesmal konnte sich der RSCA mit 2:0 durchsetzen. Das dritte und bisher letzte Pokalfinale am 22. März 2015 gewann dann wieder der FC Brügge, diesmal mit dem Ergebnis vom 2:1. Durch ein frühes Tor von Tom De Sutter, der zwischen 2009 und 2013 für den RSCA tätig war, ging der FC Brügge bereits in der 12. Minute in Führung. Durch ein spätes Tor von Aleksandar Mitrović glich der RSCA in der 89. Minute aus, ehe Lior Refaelov in der Nachspielzeit doch noch den Pokalsieg des FC Brügge sichern konnte.
Außerdem kam es im 21. Jahrhundert bereits mehrfach zu Meistertiteln, die im direkten Duell mit dem Rivalen erzielt wurden. So sicherte der Club Brügge sich den Meistertitel der Saison 2004/05 am vorletzten Spieltag durch ein 2:2 auf eigenem Platz gegen den ärgsten Verfolger RSC Anderlecht.
In den Spielzeiten 2009/10 und 2011/12 gewann der RSCA die Meisterschaft im direkten Vergleich mit dem FC Brügge; im zweiten Fall durch einen „Last-Minute“-Strafstoß von Guillaume Gillet.
Als der Club Brügge 2016 nach elf Jahren endlich wieder einen Meistertitel gewann, geschah dies durch einen 4:0-Heimsieg im Jan-Breydel-Stadion gegen den RSCA. Auch seinen bisher letzten Meistertitel in der Saison 2020/21 feierte der Club nach einer Begegnung mit dem RSCA. In diesem Fall war es ein 3:3 in Anderlechts Lotto Park.